# Gabriel Kielland
Gabriel Kielland (Trondheim, 6 de julio de 1871 - ibídem, 28 de septiembre de 1960) fue un pintor y arquitecto noruego.
Estudió la carrera de arquitectura en Hanóver, en lo que actualmente es Alemania. En 1892 se mudó a Múnich, donde comenzó a estudiar pintura. 
En Noruega, fue profesor de dibujo en la Escuela Técnica de Trondheim. Se afilió a la Sociedad para la Conservación de Monumentos Antiguos Noruegos y como parte de ello coordinó las excavaciones de la antigua fortaleza de Steinvikholmen, en el Fiordo de Trondheim, entre 1899 y 1902.
Como arquitecto, diseñó algunas obras en su ciudad natal, como la estación eléctrica, una casa hogar para niños y una clínica. También trabajó como pintor en Trondheim. Una de sus pinturas más conocidas es la coronación de Haakon VII y Maud en 1906.
En 1908 ganó el concurso para reconstruir los vitrales de la Catedral de Nidaros, como parte de las obras de restauración de la catedral. Ahí trabajó hasta 1934. El vitral del rosetón de la fachada occidental se convirtió en su obra maestra. Para realizarlo, se inspiró en las catedrales góticas francesas, en especial en los vitrales de la Catedral de Reims. La obra, una reinterpretación de la pintura gótica, tiene como motivo el Juicio Final.
Los vitrales de la Iglesia de Stange, en la provincia de Hedmark, son también de su autoría (1928).
- Datos: Q3316028
- Multimedia: Gabriel Kielland / Q3316028